# Liste der Biografien/Ca
Liste der Biografien |
Portal Biografien |
Personensuche
# |
A |
B |
C |
D |
E |
F |
G |
H |
I |
J |
K |
L |
M |
N |
O |
P |
Q |
R |
S |
T |
U |
V |
W |
X |
Y |
Z |
?
 
Ca |
Cb |
Cc |
Ce |
Ch |
Ci |
Cj |
Ck |
Cl |
Cm |
Cn |
Co |
Cr |
Cs |
Ct |
Cu |
Cv |
Cw |
Cy |
Cz
 
Caa–Cag |
Cah |
Cai |
Caj |
Cak |
Cal |
Cam |
Can |
Cao–Cap |
Caq |
Car |
Cas |
Cat–Caz
Die Liste der Biografien führt alle Personen auf, die in der deutschsprachigen Wikipedia einen Artikel haben. Dieses ist eine Teilliste mit 4 Einträgen von Personen, deren Namen mit den Buchstaben „Ca“ beginnt.

## Ca
- Ca’ Zeno, Enrico, Inkunabeldrucker
- Cá, Agostinho (* 1993), portugiesischer Fußballspieler
- Cà, José Lampra (* 1964), guinea-bissauischer Geistlicher, römisch-katholischer Bischof von Bissau
- Cá, Liliana (* 1986), portugiesische Leichtathletin